# Leonor de Sandoval y Rojas

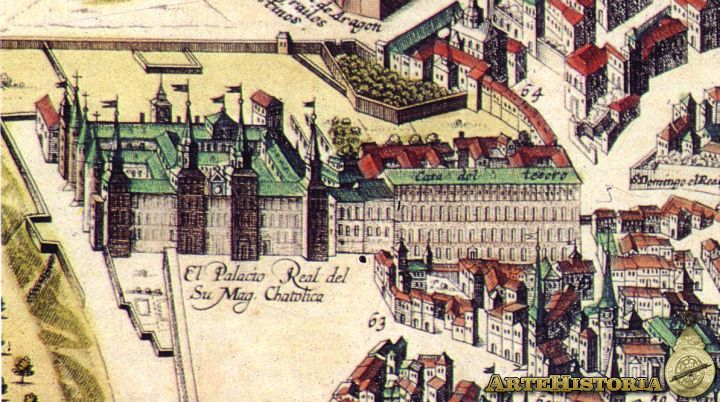
Vista del Alcázar de Madrid, donde Leonor sirvió como aya de los hijos de Felipe III, en el Plano de Mancelli que muestra Madrid hacia 1622.

Leonor de Sandoval y Rojas (c. 1555-) fue una noble española, especialmente conocida por ser hermana de Francisco de Sandoval, I duque de Lerma y valido de Felipe III.

## Biografía
Nació hacia 1555, fruto del matrimonio formado por Francisco Gómez de Sandoval-Rojas y Zúñiga, IV marqués de Denia y III conde de Lerma, e Isabel de Borja y Castro. Tuvo por hermanos a:
- Francisco, I duque de Lerma y valido de Felipe III de España; contrajo matrimonio el 12 de mayo de 1576 con Catalina de la Cerda.
- Juan de Sandoval, I marqués de Villamizar; casado con Bernardina Vicenteto y Borja.
- Catalina de Zúñiga y Sandoval, casada con Fernando Ruiz de Castro Andrade y Portugal, VI conde de Lemos.

En 1581 contrajo matrimonio con Lope de Moscoso Osorio, V conde de Altamira. De este matrimonio, Leonor tuvo los siguientes hijos:
- Gaspar de Moscoso Osorio y Sandoval, VI conde de Altamira.
- Baltasar Moscoso y Sandoval, que entre otros cargos ocupó el de obispo de Jaén.[3]
- Melchor de Moscoso y Sandoval, que entre otros cargos ocupó el de obispo de Segovia.[4]
- Pablo de Moscoso Osorio y Sandoval, fue capitán. Contrajo nupcias con María de Tamariz y Verdugo y tuvieron un hijo llamado Juan Antonio de Moscoso Osorio y Tamariz.
- Rodrigo de Moscoso Sandoval, deán del cabildo de la catedral de Santiago de Compostela.
- Antonio de Sandoval, comenzó la carrera eclesiástica[5] y después contrajo un primer matrimonio con María Sandoval Sepúlveda, con descendencia; y un segundo con María Velasco de la Guerra, también con descendencia.
- Isabel de Moscoso.
- María de Moscoso.
- Catalina de Moscoso.
- Francisca de Moscoso.
- Ana de Moscoso.

Su marido ostentó el importante cargo de mayordomo mayor de la reina Margarita de Austria-Estiria, esposa de Felipe III. Leonor también siguió una carrera en la corte siendo nombrada en octubre o diciembre de 1603 aya de la hija primogénita de este monarca, Ana de Austria, tras la desgracia de Magdalena de Guzmán, marquesa consorte del Valle. Posteriormente ejercería este cargo de aya con los sucesivos hijos del monarca: Felipe (futuro Felipe IV), María Ana, Carlos, Fernando, Margarita y Alonso. Desde 1611 fue ayudada en esta tarea por su hermana Catalina, condesa de Lemos. Desde la vuelta de la corte de España a Madrid en 1606, tras su traslado a Valladolid, residió en un conjunto de habitaciones del primer piso del Alcázar de Madrid, contiguas a las de los infantes y siguiendo el cuarto de la Reina, en la conocida como Torre Bahona.
El 31 de octubre de 1613 Felipe III concedió a su marido la grandeza de España. Quedó viuda en 1636.